# Signe de Russell

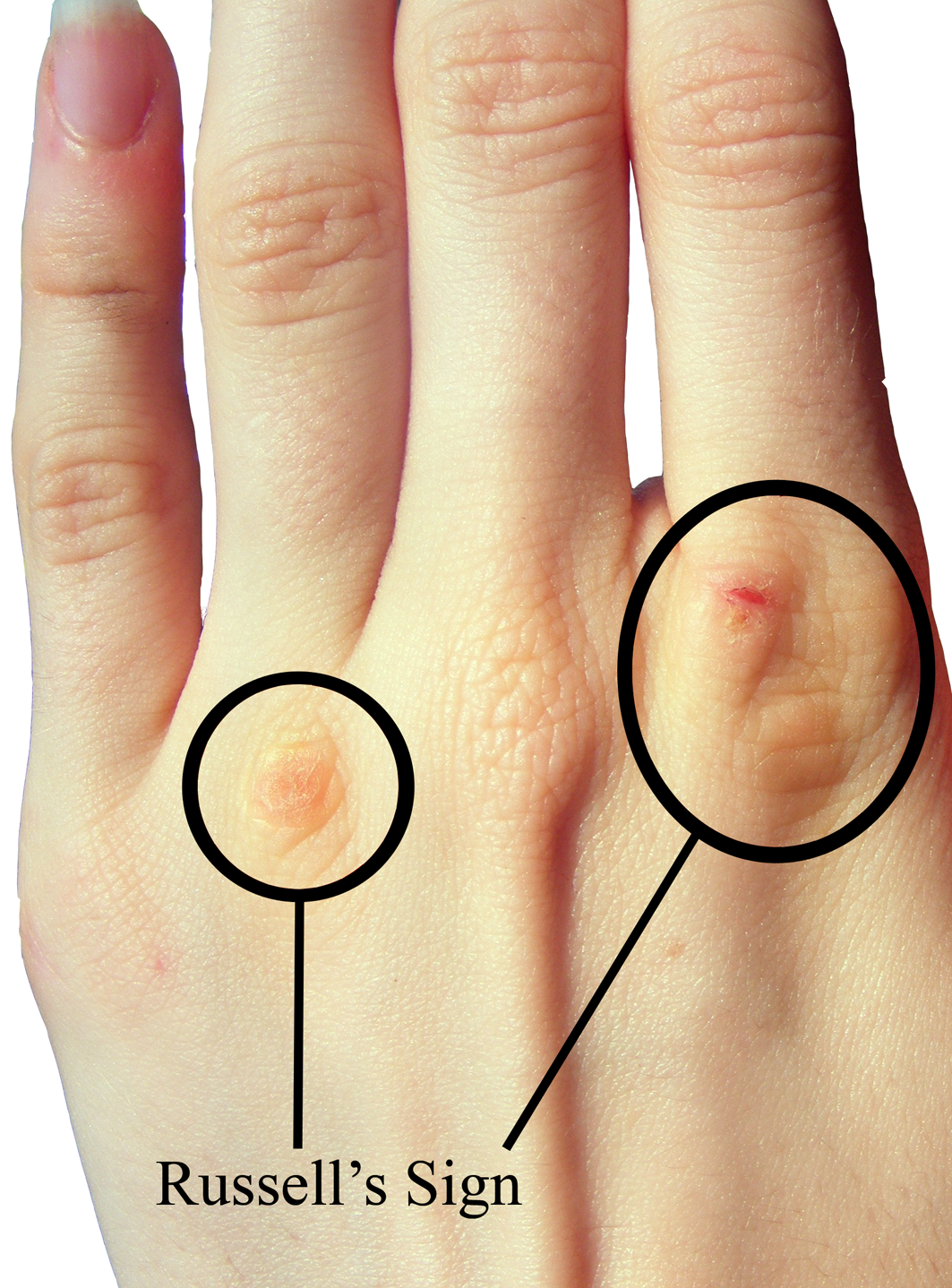
Signe de Russel

Le signe de Russell est une abrasion et/ou un érythème des jointures et du dos de la main observable chez une personne qui se fait vomir fréquemment en stimulant son réflexe pharyngé (réflexe nauséeux) à l'aide de sa main ou de ses doigts.
Le signe de Russell est généralement présent chez les personnes qui souffrent d'un trouble du comportement alimentaire tel que l'anorexie mentale et la boulimie. Il est dû au contact répété des dents avec le dos de la main lors de l'induction du réflexe nauséeux. Ce signe n'est cependant pas un indicateur fiable d'un trouble alimentaire.